# 多马坦
多马坦（法語：Dommartin，法語發音：[dɔ̃maʁtɛ̃] ⓘ）是法国罗讷省的一个市镇，属于索恩河畔自由城区。

## 地理
多马坦（45°50'6"N, 4°42'41"E）面积7.22 平方千米，位于法国奥弗涅-罗讷-阿尔卑斯大区罗讷省，该省份为法国中东部省份，北起顺时针与索恩-卢瓦尔省、安省、里昂大都会、伊泽尔省和卢瓦尔省接壤。
与多马坦接壤的市镇（或旧市镇、城区）包括：阿泽尔格河畔锡夫里约、拉图尔德萨尔瓦尼、达尔迪伊、朗蒂伊、利雪、洛扎讷。

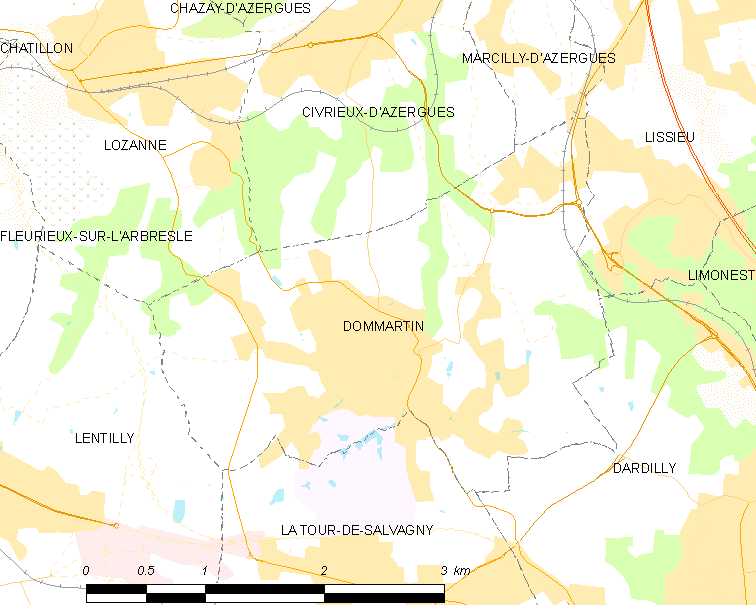
多马坦的OSM定位图

多马坦的时区为UTC+01:00、UTC+02:00（夏令时）。

## 行政
多马坦的邮政编码为69380，INSEE市镇编码为69076。

## 政治
多马坦所属的省级选区为昂斯县。

## 人口

1962-2008年间多马坦人口变化图示

多马坦于2022年1月1日时的人口数量为2607人。